# Brothers Conflict
Brothers Conflict (ブラザーズ コンフリクト, Burazāzu Konfurikuto), souvent abrégée en BroCon, est une série de light novel japonais créée par Atsuko Kanase, écrite par Takeshi Mizuno et illustrée par Udajo. La série est publiée pour la première fois en 2010 par ASCII Media Works. Par la suite, elle a été adaptée en jeu vidéo par Idea Factory pour PlayStation Portable, ainsi qu'en manga yonkoma. 
Brothers Conflict est adapté en anime de 12 épisodes par Brain's Base et diffusé entre juillet et septembre 2013.

## Synopsis
Ema Hinata (surnommée Chii par Juli) est une lycéenne, et l'unique fille d'un célèbre aventurier Rintarou Hinata. Un jour, Ema apprend que son père va se remarier avec une riche créatrice de vêtements, Asahina Miwa. Ne voulant pas les déranger, Ema décide de déménager et de vivre avec ses 13 nouveaux frères (âgés de 10 à 31 ans) à la Résidence Sunrise. Cependant, à force de vivre sous le même toit, Ema va louer des liens avec chacun de ses frères. Mais cette amitié va donner naissance à des désaccords dans la famille Asahina.

## Personnages

### Personnages principaux
Ema Asahina (朝日奈 絵麻, Asahina Ema)
Voix japonaise : Rina Satō
La fille du célèbre aventurier Rintaro Hinata. Ema a 17 ans et est en deuxième année au lycée. Niveau caractère, elle est douce, gentille et souriante, et elle est très douée en cuisine. Par le passé, Ema s'est toujours sentie seule à la suite de l'absence récurrente de son père, à cause de son travail. C'est ainsi qu'avec la famille Asahina, elle a pu redécouvrir la valeur d'une famille, et se sentir protégée et aimée. Depuis qu'elle est née, un petit écureuil gris veille sur elle: il s'appelle Juli. Ce dernier n'apprécie par au premier abord les frères Asahina et les traite de "loups". Juli peut communiquer avec Ema et son frère Louis. Ils la surnomment souvent "Chi". Plus tard dans la série, il est révélé qu'Ema fut adoptée par Rintarou Hinata, après que ses parents soient morts dans un accident. À la suite de cette révélation, Ema se remet en question et se demande pourquoi son père ne lui a rien dit pendant toutes ces années. Son frère Louis va alors l'aider et la consoler en s'appuyant sur son expérience: lui aussi a été adopté. Juli et lui la rassureront quant à l'amour de son père envers elle, ainsi que de ses frères.
Masaomi Asahina (朝日奈 雅臣, Asahina Masaomi)
Voix japonaise : Kazuyuki Okitsu
Premier fils et l'ainé de la famille Asahina, âgé de 31 ans. Il est médecin et s'occupera plus tard de Azusa lorsqu'il sera hospitalisé. Il adore les enfants et a beaucoup d'affection envers son plus jeune frère, Wataru.
Ukyo Asahina (朝日奈 右京, Asahina Ukyō)
Voix japonaise : Daisuke Hirakawa
Second fils de la famille Asahina, âgé de 28 ans. Il est un avocat très apprécié et agit comme une mère envers sa famille. Il cuisine, fait les tâches ménagères et aide ses frères à étudier pour l'école. Il est une personne assez calme et posée mais il peut se montrer très charismatique. On apprendra dans un des OAV qu'il est amoureux de Ema.
Kaname Asahina (朝日奈 要, Asahina Kaname)
Voix japonaise : Junichi Suwabe
Troisième fils de la famille Asahina, âgé de 27 ans. Bien qu'il apparaisse comme un playboy et court après les femmes, il n'en reste pas moins un moine. On découvre dans un épisode qu'il est amoureux de Ema.
Hikaru Asahina (朝日奈 光, Asahina Hikaru)
Voix japonaise : Nobuhiko Okamoto
Quatrième fils de la famille Asahina âgé de 26 ans. Il est écrivain. Il adore se travestir et observer les réactions de ses frères envers Ema. Il est parti pendant un temps en Italie, pour son travail. Hikaru semble être au courant des sentiments éprouvés par ses frères ainsi que la raison, mais il préfère se taire et rester là, à regarder les évènements. Il fait même un tableau appelé "Brothers Conflict" pour s'amuser afin de savoir lequel a le plus de chance de finir avec Ema. Dans l'OAV de Noël, il annonce à Ema qu'il va essayer, comme ses frères de la séduire, ce qui peut laisser penser qu'il est lui aussi amoureux d'elle.
Tsubaki Asahina (朝日奈 椿, Asahina Tsubaki)
Voix japonaise : Kenichi Suzumura
Cinquième fils de la famille Asahina et un des triplets, âgé de 24 ans. Son métier est d'être doubleur, comme son frère Azusa. En personnalité, il se montre souvent insolent, et exigeant mais il est un vrai bourreau de travail car il est passionné par son métier. Dans l'épisode 4, Tsubaki embrasse Ema lorsqu'il déprimait. Il recommence dans l'épisode 6, en révélant ses sentiments pour elle. Il est très proche de Azusa (relation quasi fusionnelle).
Azusa Asahina (朝日奈 梓, Asahina Azusa)
Voix japonaise : Kōsuke Toriumi
Sixième fils de la famille Asahina et un des triplets, âgé de 24 ans. Comme Tsubaki, il est doubleur. Il a commencé ce métier après Tsubaki mais d'après ce dernier, il est plus doué que lui. Dans l'épisode 4, il obtiendra le rôle pour lequel Tsubaki faisait le casting.  En apparence, il est plus calme et raisonné que Tsubaki et lui seul sait calmer ce dernier. Jaloux et n'aimant pas le comportement de Tsubaki à l'égard d'Ema, il va jusqu'à le défier. Dans l'épisode 8, il avoue son amour pour Ema.
Natsume Asahina (朝日奈 棗, Asahina Natsume)
Voix japonaise : Tomoaki Maeno
Septième fils de la famille Asahina et un des triplets, âgé de 24 ans. Contrairement à Tsubaki et Azusa, il n'était pas dans le même œuf avant la naissance. Il est PDG d'une compagnie de jeu vidéo, qui produit un des jeux favoris d'Ema : "Zombie Hazard". Il est le seul de ses frères à vivre en appartement. Il peut se montrer brusque mais sait prendre soin des autres. Dans l'épisode 9 il révèle ses sentiments pour Ema. Il a deux chats qui portent le nom de ses frères: Tsubaki et Azusa. Autrefois, il était très proche de Subaru car ce dernier l'admirait beaucoup en tant qu'athlète (il faisait de l'athlétisme, était relayeur). Cependant, Natsume a arrêté car il pensait qu'avoir un "vrai" travail serait mieux, cette décision décevant profondément son frère. Il fume également.
Louis Asahina (朝日奈 琉生, Asahina Rui)
voix japonaise: Ken Takeuchi
Huitième fils de la famille Asahina, âgé de 21 ans. Il est coiffeur. Il est très beau mais reste assez mystérieux, il est souvent dans les nuages. Il est le seul à pouvoir parler avec Juli et a promis à ce dernier de prendre soin d'Ema qu'il appelle également "Chii". Plus tard il est révélé dans le jeu et l'anime qu'il fut adopté par Miwa et il a ainsi pu consoler Ema qui se sentait mal après avoir appris son adoption par son livret de famille. Il est très attaché à elle et aime beaucoup la coiffer.
Subaru Asahina (朝日奈 昴, Asahina Subaru)
Voix japonaise : Daisuke Ono
Neuvième fils de la famille Asahina qui a 20 ans dans l'épisode 2. Il est étudiant en deuxième année à l'université et est très athlétique: il fait partie d'une équipe de basketball. Il n'a jamais su comment se comporter avec les filles et est très maladroit. Il s'est confessé à Ema mais il retirera sa proposition de sortir avec elle plus tard, car il partira en joueur professionnel loin de la résidence et ne saura pas la rendre heureuse. Il n'arrive pas à pardonner le choix d'avoir abandonné sa carrière sportive à Natsume.
Iori Asahina (朝日奈 祈織, Asahina Iori)
Voix japonaise : Daisuke Namikawa
Dixième fils de la famille Asahina, âgé de 18 ans. Il est en dernière année au lycée et se comporte comme un prince. Il est très populaire et connu des autres lycées. Il s'est montré très accueillant envers Ema lorsque celle-ci débarqua dans la famille. Iori connait toutes sortes de fleurs et leur signification. Il offre régulièrement à Ema des fleurs suivant sa situation à elle, pour qu'elle se sente mieux. Dans le jeu, il a une petite amie nommée Fuyuka. Malheureusement elle meurt dans un accident de voiture et Iori en devient suicidaire. Iori essaye de tuer Kaname lorsque celui-ci tente de l'arrêter, mais Ema intervient. Dans l'animé, il n'a pas de petite amie, mais beaucoup de choses laisse penser qu'il est amoureux d'Ema.
Yusuke Asahina (朝日奈 侑介, Asahina Yūsuke)
Voix japonaise : Yoshimasa Hosoya
Onzième fils de la famille Asahina, âgé de 17 ans comme Ema. Il est en deuxième année au lycée et est camarade de classe d'Ema. C'est quelqu'un de très respectueux et correct. Il peut être délinquant parfois. Dans l'épisode 2 on apprend qu'il aime déjà Ema, bien avant de savoir que c'est sa sœur. Il est très perturbé lorsqu'Ema rejoint la famille. Il est très maladroit, impulsif et ne sais pas comment agir en présence d'Ema. Il ne s'entend pas avec Fuuto.
Fuuto Asahina (朝日奈 風斗, Asahina Fūto)
Voix japonaise : KENN
Douzième fils de la famille Asahina, âgé de 14 ans. Il est en première année au lycée et est une idole très populaire (c'est un chanteur). Il a une personnalité diabolique et espiègle. Toutefois il sait se montrer mature, par rapport à son âge. Dans l'épisode 6, il est transféré au lycée de Yusuke et Ema, ceux-ci sont surpris. Il adore passer son temps à taquiner Ema (plutôt méchamment). Plus tard, il développera des sentiments à son égard.
Wataru Asahina (朝日奈 弥, Asahina Wataru)
Voix japonaise : Yūki Kaji
Treizième et plus jeune frère de la famille Asahina, âgé de 10 ans. Il est en dernière année de primaire. Il est très attachant mais pourri-gâté (ce qui peut le rendre capricieux) à cause de la surprotection de ses frères. Il aime beaucoup Ema.

### Personnages secondaires
Juli (ジュリ, Juri)
Voix japonaise : Hiroshi Kamiya
L'écureuil d'Ema et donc son animal de compagnie. Il est capable de parler mais peut seulement communiquer avec Louis et Ema. Il a toujours été avec Ema depuis sa naissance, et prend soin d'elle depuis. Au premier abord il déteste les frères Asahina puis plus tard, il les acceptera tels qu'ils sont. Il appelle Ema, "Chi". Plus tard dans l'anime, il apparait dans un rêve d'Ema sous forme humaine et lui raconte son adoption. Par la suite, Ema commence à oublier Juli, comme l'emmener avec elle en voyage.
Kazuma Sasakura (佐々倉 和馬, Sasakura Kazuma)
Voix japonaise : Kazunori Nomiya
Camarade de classe de Ema et Yusuke. Il participe au festival culturel du lycée.
Mahoko Imai (今井 真秀子, Imai Mahoko)
Voix japonaise : Saya Shinomiya
Camarade de classe de Ema et Yusuke. Meilleure amie d'Ema. Elle est fan de son frère, Fuuto.
Chiaki (千秋, Chiaki)
Voix japonaise : Akira Ishida
Collègue de travail de Kaname, du Club Bouddha. Il est surnommé "Chi" par Kaname.
Ryusei (隆生, Ryūsei)
Voix japonaise : Shō Hayami
Collègue de travail de Kaname, du Club Bouddha. Il donne des conseils à Ema dans l'épisode 10. Il lui explique qu'une famille partage un réel amour.
Rintaro Hinata (日向 麟太郎, Hinata Rintarō)
Voix japonaise : Masaki Terasoma
Père adoptif d'Ema et mari de Miwa. Il est aventurier et voyage dans le monde entier.
Miwa Asahina (朝日奈 美和, Asahina Miwa)
Voix japonaise : Kikuko Inoue
Mère des frères Asahina. Femme de Rintaro. Elle travaille dans la mode.

## Light novel
Brothers Conflict est à l'origine une série de light novel, prépubliée dans le magazine Sylph, avant de paraitre au grand public en 2010 par ASCII Media Works. Elle est écrite par Takeshi Mizun et illustrée par Udajo, sur un concept original d'Atsuko Kanase. Ce light novel appartient aux genres comédie romantique, harem, et romance, et est destiné à un public shōjo. À la suite du succès rencontré, la série connait plusieurs spin-off.

## Manga
Brothers Conflict Purupuru est un manga yonkoma paru en 2012, sous forme de série dérivée du light novel. On retrouve les personnages en chibi. Quatre autres mangas paraissent, du point de vue des frères Asahina :
- Brothers Conflict feat. Natsume (2013) ;
- Brothers Conflict feat. Yusuke & Futo (2013) ;
- Brothers Conflict feat. Tsubaki & Azusa (2013) ;
- Brothers Conflict 13 Bros. Collection (2014).

Brothers Conflict Short Stories est une compilation de petites histoires parues déjà dans les magazines Sylph et Dengeki Girl’s Style.

## Anime
Une adaptation de Brothers Conflict en anime de 12 épisodes est produit par Brain's Base et réalisé par Jun Matsumoto. L'opening est BELOVED×SURVIVAL par Gero et Nico Nico Douga. L'ending est 14 to 1 par Asahina Bros.+Juli, groupe composé de Kazuyuki Okitsu, Daisuke Hirakawa, Junichi Suwabe, Nobuhiko Okamoto, Kenichi Suzumura, Kōsuke Toriumi, Tomoaki Maeno, Ken Takeuchi, Daisuke Ono, Daisuke Namikawa, Yoshimasa Hosoya, Kenn, Yūki Kaji et Hiroshi Kamiya. Funimation publie le Blu-ray et les DVD de l'anime pour l'automne 2015 en Amérique du Nord.
Deux OAV font suite à l'anime en 2014, et un DVD spécial parait également: Brothers Conflict: Setsubou.

## Résumé des épisodes de l'animé

### Premier conflit: Frères
Ema emménage avec Juli dans la maison de ses frères. Juli n'aimant pas cette idée, la met en garde contre ses futurs frères. La majeure partie de ses frères lui sont présentés (ceux se trouvant dans la maison) notamment par l'intermédiaire de Juli. Lorsqu'Ema se présente à eux, la plupart la drague. Le déménagement, très éprouvant pour elle, la fait tomber malade. Le soir, allant mieux, elle sort de sa chambre et tombe sur Subaru à moitié nu dans la salle de bain. Très gênés, Ema s'en va mais entend la déclaration d'amour que fait Tsubaki à Azusa. Accentuant sa gêne, elle essaye de s'enfuir mais se fait rattraper par Subaru qui souhaite s'excuser. Les jumeaux arrivent alors et Ema, ne sachant pas comment réagir par rapport à ce qu'elle vient d'entendre leur dit qu'elle encourage leur relation et gardera leur secret. Tsubaki embrasse alors Azusa afin de la taquiner. Ema détale alors, mal à l'aise mais Tsubaki se moque de sa réaction ainsi que celle de Subaru. Il lui avoue alors qu'ils répétaient leur script car ces derniers sont doubleurs (seiyuu). Elle va alors se coucher, l'esprit tranquille.

### Deuxième conflit: Confusion
Ema se réveille et croise Ukyo, préparant le petit-déjeuner. Wataru descend alors, heureux d'avoir une grande sœur, suivit de Yûsuke et Subaru qui se contentent de la saluer formellement. Elle va alors au lycée avec Yûsuke (ils sont dans la même classe). On apprend alors que Yûsuke est amoureux d'elle depuis longtemps et c'est pour cela qu'il a du mal à se faire à l'idée qu'elle est maintenant sa sœur. En rentrant des cours, Ema voit Fûto endormi sur le canapé. Celui-ci, réveillé par elle, pense d'abord que c'est une fan qui s'est introduite dans la maison mais après quelques paroles, il se rend compte que c'est la fille de son futur beau-père. Il lui dit alors que c'est une idiote. Ema, ne sachant pas quoi répondre (ne niant pas donc), renforce la pensée de Fûto. Juli est indigné par son comportement. Le soir, elle va dans la cuisine et croise Ukyo. Ce dernier lui dit qu'ils fêteront le 20e anniversaire de Subaru le lendemain. Le jour suivant, elle va faire des courses pour l'anniversaire de son frère. Les sacs, trop lourds, l'obligent à faire une pause. Pendant qu'elle souffle, elle commente à haute voir (en discutant avec Juli) la force de Subaru et la facilité qu'il aurait à porter les sacs. Subaru, étant derrière elle entend alors sa réflexion, mais se cache. De retour chez elle, elle rencontre Louis, endormi sur le sol. Il se réveille en l'appelant "Chii" à la grande surprise d'Ema et de Juli. Il propose de la coiffer pour la fête de Subaru. Le fer à lisser cassé, Louis s'absente un moment. C'est alors que Fûto apparaît. Il est d'abord méchant avec elle (il cherchait Louis pour qu'il le coiffe) mais se rend compte alors que sa sœur est plutôt jolie en remarquant sa nouvelle coiffure. Il simule alors une déclaration d'amour avant de s'en aller en se moquant d'elle. Le soir, ils fêtent l'anniversaire. Ils apprennent que c'est Ema qui a fait le gâteau et qu'elle est douée en cuisine. Yûsuke refuse d'abord de manger le gâteau car il pense que cela voudrait dire qu'il l'accepte en tnt que sœur. Tsubaki le taquine (et drague Ema) ce qui le force à en manger. Subaru ne sait pas quoi dire pour ce qu'a fait Ema pour lui et est gêné. Plus tard, dans la soirée, Subaru critique le fait qu'il y ait une fille dans la maison. Ema entendant la conversation est blessée par ses propos. Il va alors s'excusé dans sa chambre mais, ivre, lui tombe dessus, l'embrassant sans faire exprès. Tsubaki et Azusa ramène alors leur frère inconscient dans sa chambre, s'excusant pour son comportement (=propos)  déplacé. QUelques jours après, Subaru pendant son entrainement de basket rate tous ses paniers. Ema, dans un magasin, croise Fûto déguisé pour ne pas avoir à subir ses fans mais du fait qu'elle a prononcé son prénom machinalement, elle grille sa couverture. Pour se faire pardonner, elle devra être punie par Fûto…

## Jeux vidéo
En 2012, la série est adaptée pour la première fois en jeu vidéo: Brothers Conflict Passion Pink. Il s'agit d'un jeu otome qui aborde le thème de séduction, édité par Idea Factory et exclusivement disponible sur PSP.
Brothers Conflict: Brilliant Blue est un visual novel, qui fait suite au premier. Il parait en octobre 2013, pour PSP. 